# Zygmunt Niedzielski
Zygmunt Niedzielski (ur. 1921 w Łodzi, zm. 2003) – polski ekonomista, specjalista w dziedzinie ekonomiki i organizacji przemysłu, profesor Politechniki Łódzkiej.
w 1950 roku ukończył studia na Wydziale Chemicznym Politechniki Łódzkiej. Po 2,5-letnim okresie pracy w Zakładach Chemicznych Polfa w Pabianicach na stanowisku kierownika oddziału produkcyjnego został zatrudniony w Katedrze Cukrownictwa i Technologii Ogólnej Środków Spożywczych PŁ, specjalizując się w zakresie technologii, analizy i aparatury przemysłu spożywczego.
W 1963 roku uzyskał stopień naukowy doktora, w 1968 roku stopień doktora habilitowanego, w 1979 roku tytuł profesora nadzwyczajnego, a w 1990 roku tytuł profesora zwyczajnego.
W roku 1970 zorganizował od podstaw unikatową w kraju specjalizację Technologia Chłodnictwa Żywności. Jest autorem dwóch opracowań monograficznych oraz autorem lub współautorem 85 artykułów, z których 25 opublikowanych zostało w językach obcych, a także autorem ponad 50 referatów i komunikatów prezentowanych na konferencjach i kongresach. Wypromował 6 doktorów.
Pełnił wiele funkcji organizacyjnych i naukowych, m.in. był dyrektorem Instytutu Chemicznej Technologii Żywności, przewodniczącym rady naukowej Centralnego Laboratorium Chłodnictwa, przewodniczącym Komisji Ekspertów do Oceny Jakości Mrożonych Produktów Spożywczych. Wyróżniony został licznymi odznaczeniami i nagrodami, m.in. Medalem Komisji Edukacji Narodowej i dwoma medalami francuskiej Commision International des Industries Alimentartaire.